# Paratropus nimbaensis
Paratropus nimbaensis är en skalbaggsart som först beskrevs av Thérond 1963.  Paratropus nimbaensis ingår i släktet Paratropus och familjen stumpbaggar. Inga underarter finns listade i Catalogue of Life.